# Absatzmarke

Absatzmarke in den Fonts Helvetica Neue, Arial, Consolas, Adobe Garamond Pro, Baskerville Old Face, Palatino Linotype und Gentium Plus

Die Absatzmarke ¶, auch Absatzzeichen oder Absatzendezeichen, ist ein Sonderzeichen, das das Ende eines Absatzes markiert. Das Unicode-Zeichen dient zur visuellen Kenntlichmachung und ist nicht zu verwechseln mit einem Zeilenvorschubzeichen.
Das Zeichen wird, speziell wenn es als Schmuckzeichen verwendet wird, auch Alinea [aˈliːnea]  genannt, aus dem lateinischen a linea („von der Linie weg“). Dieser Name gilt auch für ähnliche Zeichen, die sich in Länge und Gestalt des nach unten gerichteten Striches bzw. Strichpaares unterscheiden.
Das Zeichen trägt im Englischen den Namen Pilcrow; möglicherweise eine Verballhornung des Ausdrucks paragraph („Absatz“). Als pilcrow(e) ist es spätestens seit 1573 belegt und in der archaischen Form pylcrafte seit 1440.

## Typografie

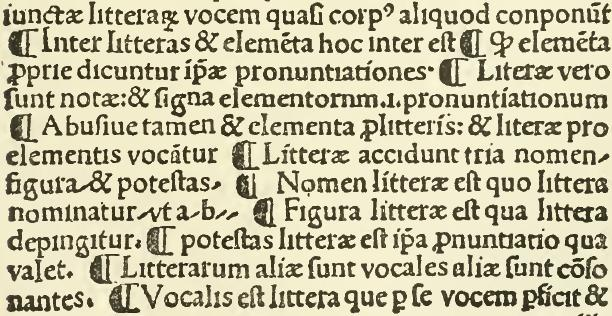
Alinea-Zeichen in einem Druck von 1500

In der Typografie ist Alinea ein Fachbegriff für „Absatz, neue Zeile“, also die erste Zeile eines neuen Absatzes, der an der vorderen Satzlinie ausgerichtet wird (während der Absatz sonst meist dagegen eingerückt ist). In mittelalterlichen Texten diente das Zeichen zum Trennen von gedanklichen Einheiten im Text, zum Beispiel in Liedern am Ende einer Strophe, heute sind hierfür Absätze gebräuchlich.
In frühen deutschen Drucken steht das Zeichen für ein handschriftliches Jt. (Kürzel für lateinisch item = desgleichen), mit dem in der frühen Neuzeit Aufzählungen markiert wurden.

## Textverarbeitung

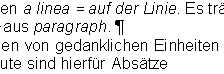
Absatzmarke in LibreOffice

Aktuelle Textverarbeitungsprogramme nutzen die Absatzmarke zur Darstellung des Absatzumbruchs: Macht man die nicht druckbaren Zeichen sichtbar, so wird das Absatzende mit dem Zeichen ¶ als Absatzmarke am Bildschirm symbolisiert. Wichtig ist die Festlegung des Absatzendes für die programmspezifischen Absatzformatierungen wie Einrückung, Zeilenabstand, Ausrichtung oder Nummerierung: Diese gelten jeweils für mindestens einen Absatz.
In anderen Zusammenhängen wird sie zur Kennzeichnung des Zeilenendes verwendet, symbolisiert also CR (Carriage return, Wagenrücklauf), die Zeichenkette CR LF (Carriage return plus Line feed, Zeilenvorschub), NL/NEL (New line/Next Line, neue Zeile) oder EoL (End of Line), je nach Betriebssystem oder zugrundeliegendem Zeichensatz.

## Darstellung auf Computersystemen
| Zeichen | Unicode Codepunkt verlinkt auf den Unicodeblock | Bezeichnung/Beschreibung                    | Dezimal- code | HTML- Entität | LaTeX                  | Tastatureingabe mit Belegung E1 |
| ------- | ----------------------------------------------- | ------------------------------------------- | ------------- | ------------- | ---------------------- | ------------------------------- |
| ¶       | U+00B6 pilcrow sign                             | Absatzmarke                                 | 0182          | &para;        | \P oder \textparagraph | – §                             |
| ⁋       | U+204B reversed pilcrow sign                    | Gespiegelte Absatzmarke                     | 8267          |               |                        |                                 |
| ❡       | U+2761 curved stem paragraph signed ornament    | Alinea (Schmuckvariante)                    | 10081         |               |                        |                                 |
| ⸿       | U+2E3F capitulum                                | Vorgängerform des Pilcrow-Zeichens          | 11839         |               |                        |                                 |
| ⹍       | U+2E4D paragraphus mark                         | Abschnittsmarkierung in historischen Texten | 11853         |               |                        |                                 |